# アニソンディスコ
アニソンディスコは、お笑いコンビ「BAN BAN BAN」が主催しているアニソンDJイベントである。略称は「アニディス」。

## 概要
2010年8月から「よしもとクリエイティブ・エージェンシー」所属のお笑いコンビ「BAN BAN BAN」を中心に活動しているアニソンDJイベント。会場内には色々な年代のアニメソングがかかっており、その音楽に合わせて踊ったり歌ったりするイベントである。
基本毎月3回開催。2022年現在は本編の他に「アニソンディスコ外伝｣、「アニソンディスコZ」が開催されている。
2015年4月にはキティちゃんと共演した。
2020年8月に10周年を達成。

## メンバー

### 現メンバー
芸名に続く括弧内の数字は加入年月日。
- BAN BAN BAN・鮫島（2010年8月[5] - ）
- BAN BAN BAN・山本（2010年8月[注 1] - ）
- バードフミヤ（元バード238）（初ゲスト出演:2010年9月[5]、加入:2012年[6][注 2] - ）
- バーバリアン・谷川（2011年[7]4月[8] - ）
- ふくゐちゃん（2012年[9]11月[10] - ）
- みーはやパイセン（元リトレイン・速水）（2013年[11]4月20日[12] - ）
- ぽこーちゃん（スタッフ:2014年頃[13]、DJ出演:2014年4月10日[14] - ）
- 新巻鮭ノボル（元総受けくん[15]）（2015年[16][17]、レギュラー:2016年1月17日[18] - ）
- 小林ヒロユキ（初ゲスト出演:2016年2月24日[19]、加入:2016年[20]8月21日[21] - ）
- ばったもん河合（初ゲスト出演:2016年2月24日[19]、加入:2016年[22]8月21日[23] - ）
- 木音純（元じゅん / 元JUN[24]）（2018年[25]6月21日[26] - ）
- 望月駿祐（motch→！[27]）（初ゲスト出演:2019年4月17日[28]、加入:2019年[29]6月20日[30] - ）
- 青井柚樹（元DJ ARISA）[31]（2020年6月24日[32] - ）
- ざわ沢ざわ男（いんたーん生:2023年2月頃[33]、加入:2023年4月24日[34] - ）
- はるるん（いんたーん生:2023年2月頃、加入:2023年4月24日[34] - ）
- がる（いんたーん生:2023年2月頃[33]、加入:2023年4月24日[34] - ）
- よとぅ菜（いんたーん生:2023年2月頃、加入:2023年4月24日[34] - ）
- ミヒカ（いんたーん生:2023年2月10日[33]、加入:2023年4月24日[34] - ）
- づめ（2024年9月[35] - ）
- 芽ねこ（2025年6月 - ）

### 過去のメンバー
芸名に続く括弧内の数字は加入年月日と卒業年月日。
- かっきぃ（2010年8月[5] - ????[36]）
- のの子（元肉玉子、元たまこ）（2010年8月[5] - 2013年4月[37]）
- ゲッツ（2010年9月[5] - 2019年3月17日[38]）
- バドミントンマン（元マラソンマン）（2010年9月 - 2012年頃）
- ブービーマドンナ・みゆき（2011年4月 - 2013年4月[37]）
- ドーナツ探偵・原（元てのりタイガー・原）（2011年4月 - 2013年4月[37]）
- まるいきのこ（2011年[39]4月[40] - 2020年8月26日[41]）
- 東京ドルフィン・中村（2011年11月 - 2012年10月）
- 東京ドルフィン・バラキL（2011年11月 - 2012年7月）
- 上野・ザ・ダイナマイト（2011年12月 - 2012年7月）
- 白幡いちほ（2013年4月20日 - 2016年3月20日[42]）
- ももぼーい・カスガ（元桃男春日、元アニポップ・春日）（2010年8月 - 2012年11月頃、2014年2月2日 - 2016年11月20日[43]）
- 安本精肉（2014年5月12日 - 2018年5月20日[44]）
- Niko（2014年10月 - 2016年1月17日）
- 大木貢祐（2015年3月 - 2015年10月31日）
- 中村瞳子（2016年4月17日 - 2016年10月16日[45]）

### 過去に出演した人物
- キティちゃん[3]
- 遠藤正明
- 神奈延年
- ayami
- 佐々木望
- 田所あずさ
- Machico
- 西野翔
- 谷本貴義
- MONOBRIGHT・出口博之
- 吉田尚記
- R藤本
- ぴっかり高木
- 渡部一丁
- カズマ・スパーキン（元トリプルエンジョイ・常峰）
- 爆笑コメディアンズ・秀作
- 流田Project
- 桃知みなみ
- キャベツ確認中・しまぞう
- こがけん
- 千葉ドラゴン
- 盗涙王・原田
- 盗涙王・中村
- デッカチャン
- 御茶ノ水男子・おもしろ佐藤
- 御茶ノ水男子・しいはしジャスタウェイ
- クレオパトラ・桑原
- マキシマムパーパーサム ・長澤
- 三平×2
- カーネリアン・畑
- りなんなん
- ホタテーズ・川口
- ユリコタイガー
- 白石稔
- 小林竜之
- 前田玲奈
- Hauptharmonie
- 劇場版ゴキゲン帝国
- 福山沙織
- 松本梨香
- ハセガワダイスケ
- 片岡沙耶
- プピリットパロ
- コノミアキラ
- 小日向結衣
- ただのん
- 暴徒
- ふりいくっ!
- 橋山メイデン
- スタジオカドタ
- 松山あおい
- 安月名莉子
- 高取ヒデアキ
- 喜多修平
- 宮本佳那子
- うちやえゆか
- 安月名莉子
- 水島精二

## 略歴
- 2010年8月14日、DJダイノジ主催のDJパーティー「ジャイアンナイト」でアニソンディスコを開始[5]。
- 2011年1月、アニソンディスコがジャイアンナイトを離れ独立[46]。
- 2012年1月、アニソンディスコ外伝を開始[47]。
- 2012年2月、「アニソンディスコ in ニコファーレ」開催[48]。生放送視聴者数6万7000人を記録。
- 2013年11月30日、渋谷WOMBで「アニソンディスコ～Thank you for the ANISON～」開催[49][注 3]。会場キャパ満員（約500人）を記録。
- 2014年1月、放課後アニソンディスコを開始[50]。
- 2015年4月、サンリオピューロランド内「こすぷれふぇすた3」で「アニソンディスコ スペシャルステージ」開催[51]。キティちゃんと共演[3]。
- 2015年8月、サンリオピューロランド内フェアリーランドシアターでワンマンライブ「劇場版アニソンディスコ」を開催[52]。
- 2015年9月10日、放課後アニソンディスコが最終回[53]。
- 2015年11月28日、29日、渋谷WOMBで「アニソンディスコ」2DAYS開催。
- 2016年4月6日、夕焼けアニソンディスコを開始[54]。
- 2016年6月26日、大阪で初のアニソンディスコを開催[55]。
- 2017年10月、夕焼けアニソンディスコからアニソンディスコZに改名[56]
- 2019年5月22日、アニソンディスコ外伝が最終回[57]。
- 2019年9月4日、アニソンディスコGTを開始[58]。
- 2020年8月、アニソンディスコ10周年達成。同年8月16日にアニソンディスコ10周年記念特別興行「アニソンディスコ〜みなさまのおかげです」を開催[4]。
- 2021年11月27日、アニソンディスコ外伝がデイイベにて復活[59]。

## 番組出演

### ニコニコ生放送
- アニソンディスコ in ニコファーレ[48]（2012年2月19日）
- 第四回まるなげデー in ニコニコ本社（2015年2月22日）
- ニコニコ本社まるなげデー「アニソンディスコ～一緒に踊ってもらったりしてみた」（2015年9月26日）

### その他の生放送
- アニソンディスコ in Akiba T Studio（Akiba T Studio、2020年5月16日）
- アニソンディスコ〜インターネットより愛を込めて（Akiba T Studio、2020年7月19日）

## 開催履歴

### アニソンディスコ本編
| 日付                | 会場                                             | イベント名                                                                                                  |
| ------------------- | ------------------------------------------------ | --- |
| 2010年8月14日       | 渋谷LUSH                                         | ジャイアンナイターPRESENTS アニソンディスコ                                                                 |
| 2010年9月22日       | 池袋CYBER                                        | ジャイアンナイトPRESENTS アニソンディスコVOL.2～池袋上陸作戦！～                                            |
| 2010年11月12日      | 池袋CYBER                                        | ジャイアンナイトPRESENTS アニソンディスコ～ニコ動特集～                                                     |
| 2010年11月26日      | 池袋CYBER                                        | ジャイアンナイトPRESENTS アニソンディスコ最終夜～決戦～                                                     |
| 2011年1月9日        | 池袋CYBER                                        | アニソンディスコ ～SAVE THE SAME～                                                                          |
| 2011年2月18日       | 池袋CYBER                                        | アニソンディスコ～ヴィジュヴィジュ☆あるある～                                                               |
| 2011年3月25日       | 三軒茶屋Chrome                                   | アニソンディスコ～春だ一番！マクロス祭り～決戦～                                                            |
| 2011年4月8日        | 三軒茶屋Chrome                                   | アニソンディスコ～春だ一番！けいおん!祭り～                                                                 |
| 2011年4月22日       | 大塚Deepa                                        | スーパーアニソンディスコ～決戦～                                                                            |
| 2011年5月20日       | 池袋CYBER                                        | アニソンディスコVOL.10                                                                                      |
| 2011年6月24日       | 大塚Deepa                                        | アニソンディスコVOL.11マクロス特盛り！                                                                      |
| 2011年9月10日       | 新宿HEAD POWER                                   | アニソンディスコ ～虹～アニサマ特盛り！                                                                     |
| 2011年10月8日       | 新宿HEAD POWER                                   | アニソンディスコ ～動～ニコ動特盛り！                                                                       |
| 2011年11月12日      | 新宿HEAD POWER                                   | アニソンディスコ ～奏～けいおん!特盛り！                                                                    |
| 2011年12月10日      | 新宿HEAD POWER                                   | アニソンディスコ ～聖夜歌姫（クリスマスノウタヒメ）～マクロス特盛り！                                       |
| 2012年1月14日       | 新宿HEAD POWER                                   | アニソンディスコ ～笑～                                                                                     |
| 2012年2月11日       | 新宿HEAD POWER                                   | アニソンディスコ～Ｚ～アイドル特盛り！～                                                                    |
| 2012年3月10日       | 新宿HEAD POWER                                   | アニソンディスコ～第一回天下一舞踏会～                                                                      |
| 2012年4月14日       | 新宿HEAD POWER                                   | アニソンディスコ～炎～JAM Project・特撮特盛り！～                                                           |
| 2012年5月12日       | 新宿HEAD POWER                                   | アニソンディスコ～声～声優アーティスト特盛り！                                                              |
| 2012年5月19日       | 小倉あるあるＹＹ劇場                             | アニソンディスコ in 小倉あるあるＹＹ劇場                                                                    |
| 2012年6月9日        | 新宿HEAD POWER                                   | アニソンディスコ～灼熱飛翼（ギラギラノツバサ）～マクロス特盛り！                                            |
| 2012年6月22日       | 仙台MACANA                                       | アニソンディスコ in 仙台～絆（KIZUNA）～マクロス特盛り！                                                    |
| 2012年7月14日       | 新宿HEAD POWER                                   | アニソンディスコ～第二回天下一舞踏会～                                                                      |
| 2012年7月21日       | 立川アレアレア２                                 | アニソンディスコ in 立川                                                                                    |
| 2012年8月11日       | 新宿HEAD POWER                                   | 超アニソンディスコ                                                                                          |
| 2012年8月25日       | 小倉あるあるＹＹ劇場                             | アニソンディスコ in 小倉あるあるＹＹ劇場～JAM特盛り！                                                       |
| 2012年9月8日        | 新宿HEAD POWER                                   | アニソンディスコ～∞～アニサマ特盛り！                                                                       |
| 2012年10月13日      | 新宿HEAD POWER                                   | アニソンディスコ～芸～芸人DJ特盛り！                                                                        |
| 2012年11月10日      | 新宿HEAD POWER                                   | アニソンディスコ～回してみた～ニコ厨DJ大議会！                                                              |
| 2012年12月8日       | 新宿HEAD POWER                                   | アニソンディスコ～娘々FIRE Ｘ'mas！！～マクロス特盛り～                                                     |
| 2013年1月2日        | 小倉あるあるＹＹ劇場                             | 新春アニソンディスコ in 小倉あるあるＹＹ劇場～JAM特盛り！                                                   |
| 2013年1月12日       | 新宿HEAD POWER                                   | アニソンディスコ～第三回天下一舞踏会～                                                                      |
| 2013年2月9日        | 新宿HEAD POWER                                   | アニソンディスコ～中二病でもティータイムしたい憂鬱～                                                        |
| 2013年3月3日        | 小倉あるあるＹＹ劇場                             | アニソンディスコ in 小倉 ひな祭りスペシャル                                                                 |
| 2013年3月9日        | 新宿HEAD POWER                                   | アニソンディスコ～SKILL is SHOWTIME                                                                         |
| 2013年4月6日        | 立川アレアレア２                                 | アニソンディスコ in 立川                                                                                    |
| 2013年4月13日       | 新宿HEAD POWER                                   | アニソンディスコ～春の一大事だよ全員集合男女祭り！                                                          |
| 2013年5月11日       | 新宿HEAD POWER                                   | アニソンディスコ～KING OF ANISON                                                                            |
| 2013年6月8日        | 新宿HEAD POWER                                   | アニソンディスコ～KING OF ANISON vol.2                                                                      |
| 2013年6月22日       | 名古屋Live&Diner Party'z                         | アニソンディスコ in 名古屋～愛～マクロス特盛り！                                                            |
| 2013年7月13日       | 新宿HEAD POWER                                   | アニソンディスコ～KING OF ANISON vol.3                                                                      |
| 2013年8月10日       | 新宿HEAD POWER                                   | アニソンディスコ～KING OF ANISON!?                                                                          |
| 2013年9月14日       | 新宿HEAD POWER                                   | アニソンディスコ～旗～アニサマ特盛り！                                                                      |
| 2013年10月１2日     | 新宿HEAD POWER                                   | アニソンディスコ～2013アニソン演芸大賞～                                                                    |
| 2013年11月9日       | 新宿HEAD POWER                                   | アニソンディスコ～秋のオールスター感謝祭！                                                                  |
| 2013年11月30日      | 渋谷WOMB                                         | アニソンディスコ～Thank you for the ANISON～                                                                |
| 2013年12月14日      | 新宿HEAD POWER                                   | アニソンディスコ～Disco halation～LoveLive!特盛り                                                           |
| 2014年1月11日       | 新宿HEAD POWER                                   | アニソンディスコ～新春アニソンショー～                                                                      |
| 2014年2月8日        | 新宿HEAD POWER                                   | アニソンディスコ～イケメンパラダイス                                                                        |
| 2014年3月8日        | 新宿HEAD POWER                                   | アニソンディスコ～アニソンアルマゲドン                                                                      |
| 2014年3月21日       | 仙台MACANA                                       | アニソンディスコ～友～LoveLive！特盛り！                                                                    |
| 2014年4月20日       | 新大久保unique LABORATRY                         | アニソンディスコ～新大久保より愛をこめて～                                                                  |
| 2014年5月18日       | 新大久保unique LABORATRY                         | アニソンディスコ～KING OF ANISON                                                                            |
| 2014年6月15日       | 新大久保unique LABORATRY                         | アニソンディスコ～KING OF ANISON vol.2                                                                      |
| 2014年6月28日       | 渋谷WOMB                                         | アニソンディスコ～愛、燦々～                                                                                |
| 2014年7月20日       | 新大久保unique LABORATRY                         | アニソンディスコ～KING OF ANISON vol.3                                                                      |
| 2014年8月17日       | 新大久保unique LABORATRY                         | アニソンディスコ四周年記念特別興行！アニソンディスコ～アニソンクライマックス～                              |
| 2014年9月21日       | 新大久保unique LABORATRY                         | アニソンディスコ～夢～LoveLive！特盛り                                                                      |
| 2014年9月26日       | よしもと幕張イオンモール劇場                     | アニソンディスコ ｉｎ よしもと幕張イオンモール劇場『俺のＤＪでそんなに踊れるわけがない』                    |
| 2014年10月19日      | 新大久保unique LABORATRY                         | アニソンディスコ～イケメンパラダイスⅡ                                                                       |
| 2014年11月16日      | 新大久保unique LABORATRY                         | アニソンディスコ～The Masters！！                                                                           |
| 2014年11月29日      | 渋谷WOMB                                         | アニソンディスコ～ニッポンのオンガク                                                                        |
| 2014年12月11日      | 新大久保unique LABORATRY                         | アニソンディスコ～プラネット・クリスマス～マクロス特盛り！                                                  |
| 2015年1月18日       | 新大久保unique LABORATRY                         | アニソンディスコ～新春おっぴろげ祭り！                                                                      |
| 2015年2月15日       | 新大久保unique LABORATRY                         | アニソンディスコ～イケメンパラダイスⅢ                                                                       |
| 2015年3月15日       | HEAVEN青山                                       | アニソンディスコ～ディスコ the ひな祭り                                                                     |
| 2015年4月11日       | 新大久保unique LABORATRY                         | アニソンディスコ～生誕の「Ｆ」                                                                              |
| 2015年5月17日       | 新大久保unique LABORATRY                         | アニソンディスコ ～ディスコtheこどもの日                                                                    |
| 2015年6月21日       | 新大久保unique LABORATRY                         | アニソンディスコ ～闘魂！ブラディファイト！                                                                 |
| 2015年7月19日       | 新大久保unique LABORATRY                         | アニソンディスコ ～KING OF ANISON                                                                           |
| 2015年8月1日        | サンリオピューロランド内フェアリーランドシアター | 劇場版アニソンディスコ                                                                                      |
| 2015年8月16日       | 新大久保unique LABORATRY                         | アニソンディスコ ～５周年特別興行～ファン感謝デー                                                           |
| 2015年9月20日       | 新大久保unique LABORATRY                         | アニソンディスコ ～KING OF ANISON vol.2                                                                     |
| 2015年10月18日      | 新大久保unique LABORATRY                         | アニソンディスコ ～イケメンパラダイスR                                                                      |
| 2015年10月24日      | 鹿児島SRホール                                   | アニソンディスコ×K.A.O.S.～萌えてアガるはオハラハー桜島～                                                   |
| 2015年11月2日       | Shinjuku club SCIENCE                            | アニソンディスコ～STAND UP!!!                                                                               |
| 2015年11月15日      | 新大久保unique LABORATRY                         | アニソンディスコ ～ディスコの輪                                                                             |
| 2015年11月28日      | 渋谷WOMB                                         | アニソンディスコ～双頭之龍～天の巻                                                                          |
| 2015年11月29日      | 渋谷WOMB                                         | アニソンディスコ～双頭之龍～回の巻                                                                          |
| 2015年12月20日      | 新大久保unique LABORATRY                         | アニソンディスコ ねん松さん                                                                                 |
| 2016年1月17日       | 新大久保ユニークラボラトリー                     | アニソンディスコ'16                                                                                         |
| 2016年2月21日       | 新大久保unique LABORATRY                         | アニソンディスコ～新大久保口づけ隊                                                                          |
| 2016年3月20日       | 新大久保unique LABORATRY                         | アニソンディスコ～贈るアニソン                                                                              |
| 2016年4月17日       | 新大久保unique LABORATRY                         | アニソンディスコ～四月は君のディスコ                                                                        |
| 2016年5月15日       | 新大久保unique LABORATRY                         | アニソンディスコ 対 アニ神輿っ!!                                                                            |
| 2016年6月19日       | 新大久保unique LABORATRY                         | アニソンディスコ～夢で逢いまSHOW                                                                            |
| 2016年6月26日       | 道頓堀MILULARI                                   | アニソンディスコin大阪～浪花の「F」                                                                         |
| 2016年7月30日       | 新大久保unique LABORATRY                         | アニソンディスコ～ディスコがピカッと光ったら～マクロス特盛                                                  |
| 2016年8月21日       | 新大久保unique LABORATRY                         | アニソンディスコ6周年記念興行〜SIX ANISON DISCO〜今夜は優勝!!!!!!                                           |
| 2016年9月18日       | 新大久保unique LABORATRY                         | アニソンディスコ〜なんてったってアイドル                                                                    |
| 2016年9月22日       | 道頓堀MILULARI                                   | アニソンディスコ ルンがピカッと道頓堀〜マクロス特盛                                                         |
| 2016年10月16日      | 新大久保unique LABORATRY                         | アニソンディスコ〜かなりキテるハロウィン!                                                                   |
| 2016年11月20日      | 新大久保unique LABORATRY                         | アニソンディスコ〜アニソン男道!                                                                             |
| 2016年12月18日      | 新大久保unique LABORATRY                         | アニソンディスコ 対 アニ神輿っ!!アニソン紅白レコード歌謡祭大賞歌合戦                                        |
| 2017年1月29日       | 新大久保unique LABORATRY                         | アニソンディスコ BAN BAN BAN鮫島お誕生日会〜主将の奇妙な冒険                                                |
| 2017年2月19日       | 新大久保unique LABORATRY                         | アニソンディスコ 〜恋したっていいじゃない!                                                                  |
| 2017年3月19日       | 新大久保unique LABORATRY                         | アニソンディスコ 〜DISCO the ひなまつり                                                                     |
| 2017年4月14日       | 仙台MACANA                                       | アニソンディスコ わーるどつあー？ 僕たち、アニソンが大好きです。in 仙台                                     |
| 2017年5月21日       | 新大久保unique LABORATRY                         | アニソンディスコ 〜DISCO the こどものひ                                                                     |
| 2017年6月24日       | GATE YOKOHAMA                                    | アニソンディスコ わーるどつあー!? 僕たち、アニソンが大好きです。in ヨコハマ                                 |
| 2017年7月16日       | 新大久保unique LABORATRY                         | アニソンディスコでろっくふぇす!                                                                             |
| 2017年8月11日       | 渋谷WOMB                                         | アニソンディスコ 7周年記念DJ&ライブイベント 僕たち、アニソンが大好きです                                    |
| 2017年9月17日       | 新大久保unique LABORATRY                         | アニソンディスコ〜U-25日本代表戦                                                                            |
| 2017年10月15日      | 静岡SOUND SHOWER ark                             | アニソンディスコわーるどつあー？ in 静岡 アニディスVSきらわん! アニソン東海大決戦!!                         |
| 2017年10月29日      | GATE YOKOHAMA                                    | アニソンディスコ in ヨコハマ〜は・ろ・う・ぃ・ん・し・た・い                                                |
| 2017年11月19日      | 新大久保unique LABORATRY                         | アニソンディスコと五人のVJ!!!!!                                                                             |
| 2017年12月9日       | なんばMILULARI                                   | アニソンディスコ わーるどつあー "ふぁいなる"！？in大阪〜アニソンと僕と、時々、サンタはん                    |
| 2018年1月21日       | 新大久保unique LABORATRY                         | アニソンディスコ 〜バードフミヤ生誕祭〜芸人になったらヤムチャだった件                                       |
| 2018年2月24日       | GATE YOKOHAMA                                    | アニソンディスコ in ヨコハマ〜ビターなチョコにキスをして」supported by すた〜ず                             |
| 2018年3月18日       | 新大久保unique LABORATRY                         | アニソンディスコ ～ DISCO the ひなまつり                                                                    |
| 2018年4月27日       | GATE YOKOHAMA                                    | アニソンディスコ in ヨコハマ〜サンライズ朝日〜                                                              |
| 2018年5月20日       | 新大久保unique LABORATRY                         | アニソンディスコ DISCO the こどもの日                                                                       |
| 2018年7月15日       | 新大久保unique LABORATRY                         | アニソンディスコでろっくふぇす'18                                                                           |
| 2018年8月12日       | 静岡 沼津ラクーン吉本劇場                        | アニソンディスコ〜沼津の僕らは知ってるよ                                                                    |
| 2018年9月16日       | 新大久保unique LABORATRY                         | アニソンディスコ～チャンピオンカーニバル                                                                    |
| 2018年10月21日      | 秋葉原オノデン本館5F エンタス秋葉原              | 熱闘！パワフルアニソンディスコ                                                                              |
| 2018年11月18日      | 新大久保unique LABORATRY                         | アニソンディスコ～アニソン男道                                                                              |
| 2019年1月20日       | 新大久保unique LABORATRY                         | アニソンディスコ～BANBANBAN鮫島生誕祭〜鮫島の噂でチャンバも走る                                             |
| 2019年3月17日       | 新大久保unique LABORATRY                         | アニソンディスコ～優勝パーティー!                                                                           |
| 2019年5月6日        | グランドモール1F グランドスクエア                | 幕張イオンモール 野外でアニソンディスコ                                                                     |
| 2019年6月16日       | 渋谷WOMB LIVE                                    | アニソンディスコ 〜I love アニクラ & l love you〜                                                           |
| 2019年7月27日、28日 | 京都 西本願寺                                    | 京都 西本願寺 納涼盆踊り                                                                                    |
| 2019年8月18日       | 渋谷WOMB LIVE                                    | アニソンディスコ9周年特別イベント〜ぼくたちのかんがえたさいきょうのなつやすみ                               |
| 2019年11月10日      | 渋谷WOMB LIVE                                    | アニソンディスコ〜うれしい！たのしい！いっぱいちゅき!                                                       |
| 2019年12月18日      | 渋谷 club malcolm                                | アニソンディスコAWARD2019                                                                                   |
| 2019年12月22日      | 秋葉原MOGRA                                      | アニソンディスコ 〜暮れの元気なクリスマス〜                                                                 |
| 2020年2月16日       | 渋谷WOMB LIVE                                    | アニソンディスコ〜バレンタインは突然に                                                                      |
| 2020年3月18日       | 渋谷 Club Malcolm                                | 静寂のアニソンディスコ                                                                                      |
| 2020年4月           | 休み                                             | 休み |
| 2020年5月           | 休み                                             | 休み |
| 2020年6月           | 休み                                             | 休み |
| 2020年7月           | 休み                                             | 休み |
| 2020年8月16日       | 渋谷WOMB LIVE                                    | アニソンディスコ10周年記念 特別興行「アニソンディスコ〜みなさまのおかげです」                               |
| 2020年8月26日       | 新大久保ユニークラボラトリー                     | アニソンディスコ〜まるいきのこ 大出荷市〜                                                                   |
| 2020年9月20日       | Akiba T Studio                                   | アニソンディスコ〜インターネットより愛を込めて                                                              |
| 2021年1月9日        | 渋谷 studio W（渋谷WOMB LIVE）                   | アニソンディスコ〜鮫島一六三生誕祭〜スーパーウルトラハッピーパーティー ビッグボーナス!福袋エキサイティング! |
| 2021年12月25日      | cafe W（渋谷WOMB LOUNGE）                        | アニソンディスコ〜絶対クリスマス!!!!!!                                                                      |
| 2022年8月28日       | 上野公園 噴水広場                                | 青空のアニソンディスコ                                                                                      |
| 2022年9月17日       | 羽田イノベーションシティ 足湯スカイデッキ        | 天空のアニソンディスコ                                                                                      |
| 2022年10月25日      | 池袋 Adm                                         | アニソンディスコ〜拳 KOBUSHI〜                                                                              |
| 2022年11月4日       | RED°TOKYO TOWER                                  | アニソンディスコ in 東京タワー                                                                              |
| 2023年2月23日       | RED°TOKYO TOWER                                  | RED°TOKYO TOWER × アニソンディスコ presents「アニクラ東京」                                                 |
| 2023年2月23日       | 渋谷WOMB                                         | アニソンディスコ 〜僕もヒーローなれるかな                                                                   |
| 2023年6月13日       | 渋谷WOMB LOUNGE                                  | アニソンディスコZ〜road to サンプラザ！                                                                     |
| 2023年6月22日       | 中野サンプラザ                                   | さよなら中野サンプラザ音楽祭 アニソンディスコ 〜とびっきりの中野サブカル超決戦〜                            |
| 2023年6月22日       | 上野恩賜公園噴水前広場                           | 青空のアニソンディスコ 2 〜お祭り、やります！                                                               |
| 2023年7月31日       | 池袋 Adm                                         | アニソンディスコ〜拳 KOBUSHI 2撃目！〜                                                                      |
| 2023年8月20日       | 上野恩賜公園 噴水前広場                          | 青空のアニソンディスコ2 〜お祭り、やります！〜                                                              |
| 2023年9月22日       | 上野恩賜公園 噴水前広場                          | アニソンディスコ presents「アニクラ東京2」                                                                  |
| 2023年11月5日       | SAKURA Cafe&Musicbar                             | アニソンディスコ in SAKURA MUSIC NIGHT                                                                      |
| 2023年11月17日      | 渋谷WOMB LOUNGE                                  | 天空じゃないアニソンディスコ2                                                                               |
| 2024年2月9日        | 上野恩賜公園 噴水前広場                          | ウエノデ.パンダ春節祭「シン・アニソンディスコ」                                                             |
| 2024年4月6日        | JR上野原駅 周辺地区特設会場                      | 甲州-肉とワイン-のフェスティバル2024「アニソンディスコ in 上野原」                                          |
| 2024年5月3日        | 渋谷WOMB LIVE                                    | アニソンディスコ〜SHIBUYA JIHEN〜                                                                           |
| 2024年6月29日       | 秋葉原 アニソンDJ-club 雷神                      | アニソンディスコ サマーファイトシリーズvol.1「アニソンディスコROOKIES vs チャラい奴やってた人たち」         |
| 2024年7月20日       | 渋谷 R lounge                                    | アニソンディスコ サマーファイトシリーズvol.2「王道」                                                        |
| 2024年8月31日       | 新宿ロフト BARフロア                             | アニソンディスコ サマーファイトシリーズ ファイナル「ここから」                                              |
| 2024年12月27日      | 新宿ロフト BARフロア                             | アニソンディスコDAIBOUNENKAI                                                                                |
| 2025年3月29日       | 歌舞伎町シネシティ広場                           | アニソンディスコ15周年特別企画「アニソンディスコ in 歌舞伎町〜THE アニクラ〜」                              |
| 2025年3月29日       | 新宿 ROCK CAFE LOFT                              | アニソンディスコ 〜THE ウチアゲ                                                                             |
| 2025年5月5日        | 渋谷WOMB LIVE                                    | アニソンディスコ 道玄坂の決戦                                                                               |

### アニソンディスコ番外編
| 日付           | 会場                           | イベント名                                                       |
| -------------- | ------------------------------ | ---------------------------------------------------------------- |
| 2011年6月1日   | 下北沢ラグーナ                 | アニソンディスコとあそぼう                                       |
| 2011年8月5日   | 三軒茶屋Chrome                 | アニソン☆ナイトフィーバー！～ニコ動・ボカロ特盛り～              |
| 2011年9月30日  | 三軒茶屋Chrome                 | アニソンディスコとあそぼう♪ ～ボカロタイムあり！                 |
| 2011年10月14日 | 三軒茶屋Chrome                 | アニソンディスコとあそぼう～銀魂タイム＆特撮タイムあり！         |
| 2012年7月1日   | 六本木天井裏                   | アニソンディスコ ビューティフル☆サンデー                         |
| 2012年11月9日  | 三軒茶屋Chrome                 | 別冊アニソンディスコ～みつどもえ～                               |
| 2013年2月22日  | 三軒茶屋Chrome                 | アニソンディスコ増刊号～みつどもえ～                             |
| 2013年3月3日   | アニソンDJカフェ・バー「雷神」 | アニソンディスコ ATHENA～アテナ～                                |
| 2013年4月20日  | 三軒茶屋Chrome                 | アニソンディスコ増刊号～そして伝説へ～                           |
| 2013年5月31日  | 三軒茶屋Chrome                 | アニソンディスコ増刊号～モケットポンスター～                     |
| 2014年2月28日  | カラオケの鉄人 新宿歌舞伎町店  | Thank you for the ANISON ライブスタイル上映会                    |
| 2014年4月6日   | 恵比寿THE FACTORY              | ｢田所あずさのお友達づくり」×「アニソンディスコ｣                  |
| 2014年10月31日 | 渋谷2.5D                       | アニソンディスコ in 2.5D～ハロハロウィンウィン～                 |
| 2015年1月4日   | HEAVEN青山                     | アニソンディスコ～主将鮫島生誕祭～オジサンをなぞる               |
| 2015年4月18日  | サンリオピューロランド         | こすぷれふぇすた3 in サンリオピューロランド                      |
| 2016年3月8日   | 新宿LOFT                       | とびっきりのアニソンディスコ 対 流田Project                      |
| 2016年7月19日  | 新宿LOFT                       | スリーマン企画!「とびっきりのみつどもえ」                        |
| 2017年4月5日   | 新宿LOFT                       | スリーマン企画!「とびっきりのみつどもえ」                        |
| 2021年3月28日  | 新宿 歌舞伎町sparkle           | 宇宙一presents「俺たちのおもしろライブ 番外編 DB芸人といっしょ」 |

### アニソンディスコ外伝
基本的に新宿LOFTで開催
| 日付            | イベント名                                                                             |
| --------------- | -------------------------------------------------------------------------------------- |
| 2012年1月25日   | アニソンディスコ外伝                                                                   |
| 2012年2月22日   | アニソンディスコ外伝                                                                   |
| 2012年3月28日   | アニソンディスコ外伝                                                                   |
| 2012年4月23日   | アニソンディスコ外伝                                                                   |
| 2012年5月23日   | アニソンディスコ外伝                                                                   |
| 2012年6月27日   | アニソンディスコ外伝                                                                   |
| 2012年7月21日   | アニソンディスコ外伝                                                                   |
| 2012年8月22日   | アニソンディスコ外伝                                                                   |
| 2012年9月26日   | アニソンディスコ外伝                                                                   |
| 2012年10月24日  | アニソンディスコ外伝                                                                   |
| 2012年11月28日  | アニソンディスコ外伝                                                                   |
| 2012年12月26日  | アニソンディスコ大忘年会                                                               |
| 2013年1月23日   | アニソンディスコ外伝                                                                   |
| 2013年2月27日   | アニソンディスコ外伝                                                                   |
| 2013年3月27日   | アニソンディスコ外伝                                                                   |
| 2013年4月24日   | アニソンディスコ外伝                                                                   |
| 2013年5月22日   | アニソンディスコ外伝                                                                   |
| 2013年6月26日   | アニソンディスコ外伝                                                                   |
| 2013年7月24日   | アニソンディスコ外伝                                                                   |
| 2013年8月28日   | アニソンディスコ外伝～夏休みスペシャル～                                               |
| 2013年9月25日   | アニソンディスコ外伝                                                                   |
| 2013年10月23日  | アニソンディスコ外伝                                                                   |
| 2013年11月27日  | アニソンディスコ外伝                                                                   |
| 2013年12月25日  | アニソンディスコ外伝～クリスマスSP！！新宿房総狂想曲！聖夜っ！聖夜っ！聖夜っ！聖夜っ！ |
| 2014年2月26日   | アニソンディスコ外伝                                                                   |
| 2014年3月26日   | アニソンディスコ外伝                                                                   |
| 2014年4月23日   | アニソンディスコ外伝                                                                   |
| 2014年5月28日   | アニソンディスコ外伝                                                                   |
| 2014年6月25日   | アニソンディスコ外伝                                                                   |
| 2014年7月23日   | アニソンディスコ外伝                                                                   |
| 2014年8月27日   | アニソンディスコ外伝～夏休みSP～僕らのサマーウォーズ                                   |
| 2014年9月24日   | アニソンディスコ外伝                                                                   |
| 2014年10月22日  | アニソンディスコ外伝                                                                   |
| 2014年11月26日  | アニソンディスコ外伝                                                                   |
| 2014年12月25日  | アニソンディスコ外伝～クリスマス特大号！踊っていいとも！                               |
| 2015年1月28日   | アニソンディスコ外伝                                                                   |
| 2015年2月25日   | アニソンディスコ外伝                                                                   |
| 2015年3月25日   | アニソンディスコ外伝                                                                   |
| 2015年4月22日   | アニソンディスコ外伝                                                                   |
| 2015年5月27日   | アニソンディスコ外伝                                                                   |
| 2015年6月24日   | アニソンディスコ外伝                                                                   |
| 2015年7月22日   | アニソンディスコ外伝                                                                   |
| 2015年8月22日   | アニソンディスコ外伝～夏休みSP！おっととっと夏かも！                                   |
| 2015年8月26日   | 安本精肉 presents アニソンディスコ外伝                                                 |
| 2015年9月23日   | アニソンディスコ外伝                                                                   |
| 2015年10月28日  | アニソンディスコ外伝                                                                   |
| 2015年11月25日  | アニソンディスコ外伝                                                                   |
| 2015年12月23日  | アニソンディスコ外伝 ゲッツプロデューススペシャル!                                     |
| 2016年1月27日   | アニソンディスコ外伝～バーバリアン谷川プロデューススペシャル                           |
| 2016年2月24日   | アニソンディスコ外伝                                                                   |
| 2016年3月 - 6月 | 休み                                                                                   |
| 2016年7月27日   | アニソンディスコ外伝                                                                   |
| 2016年8月24日   | アニソンディスコ外伝                                                                   |
| 2016年9月28日   | アニソンディスコ外伝                                                                   |
| 2016年10月26日  | アニソンディスコ外伝                                                                   |
| 2016年11月23日  | アニソンディスコ外伝                                                                   |
| 2016年12月28日  | アニソンディスコ外伝                                                                   |
| 2017年1月25日   | アニソンディスコ外伝                                                                   |
| 2017年2月22日   | アニソンディスコ外伝                                                                   |
| 2017年3月22日   | アニソンディスコ外伝                                                                   |
| 2017年4月26日   | アニソンディスコ外伝                                                                   |
| 2017年5月24日   | アニソンディスコ外伝                                                                   |
| 2017年6月28日   | アニソンディスコ外伝                                                                   |
| 2017年7月26日   | アニソンディスコ外伝                                                                   |
| 2017年8月23日   | アニソンディスコ外伝                                                                   |
| 2017年9月27日   | アニソンディスコ外伝                                                                   |
| 2017年10月25日  | アニソンディスコ外伝                                                                   |
| 2017年11月      | 休み                                                                                   |
| 2017年12月27日  | アニソンディスコ外伝                                                                   |
| 2018年1月       | 休み                                                                                   |
| 2018年2月28日   | アニソンディスコ外伝                                                                   |
| 2018年3月28日   | アニソンディスコ外伝                                                                   |
| 2018年4月25日   | アニソンディスコ外伝                                                                   |
| 2018年5月23日   | アニソンディスコ外伝                                                                   |
| 2018年6月27日   | アニソンディスコ外伝                                                                   |
| 2018年7月25日   | アニソンディスコ外伝                                                                   |
| 2018年8月22日   | アニソンディスコ外伝                                                                   |
| 2018年9月26日   | アニソンディスコ外伝                                                                   |
| 2018年10月24日  | アニソンディスコ外伝                                                                   |
| 2018年11月28日  | アニソンディスコ外伝                                                                   |
| 2018年12月26日  | アニソンディスコ外伝                                                                   |
| 2019年1月23日   | アニソンディスコ外伝                                                                   |
| 2019年2月27日   | アニソンディスコ外伝                                                                   |
| 2019年3月27日   | アニソンディスコ外伝                                                                   |
| 2019年5月22日   | アニソンディスコ外伝（最終回）                                                         |
| 2021年11月27日  | アニソンディスコ外伝（デイイベにて復活）                                               |
| 2022年1月30日   | アニソンディスコ外伝                                                                   |
| 2022年3月6日    | アニソンディスコ外伝                                                                   |
| 2022年4月10日   | アニソンディスコ外伝                                                                   |
| 2022年6月22日   | アニソンディスコ外伝                                                                   |
| 2022年8月2日    | アニソンディスコ外伝                                                                   |
| 2022年9月27日   | アニソンディスコ外伝                                                                   |
| 2022年11月22日  | アニソンディスコ外伝                                                                   |
| 2022年12月30日  | アニソンディスコ外伝 ぼうねんかいっ!                                                   |
| 2023年2月10日   | アニソンディスコ外伝 平成縛りナイト                                                    |
| 2023年3月14日   | アニソンディスコ外伝                                                                   |
| 2023年4月7日    | アニソンディスコ外伝                                                                   |
| 2023年5月19日   | アニソンディスコ外伝                                                                   |
| 2023年6月23日   | アニソンディスコ外伝                                                                   |
| 2023年7月22日   | アニソンディスコ外伝〜夏盛ッ！〜                                                       |
| 2023年8月25日   | アニソンディスコ外伝〜主将vsアニソンディスコ                                           |
| 2023年9月9日    | アニソンディスコ外伝                                                                   |
| 2023年10月21日  | アニソンディスコ外伝                                                                   |
| 2023年12月16日  | アニソンディスコ外伝                                                                   |
| 2023年12月30日  | アニソンディスコ外伝 〜忘年事変〜                                                      |
| 2024年3月23日   | アニソンディスコ外伝                                                                   |
| 2024年5月11日   | アニソンディスコ外伝                                                                   |
| 2024年9月14日   | アニソンディスコ外伝                                                                   |
| 2024年11月9日   | アニソンディスコ外伝                                                                   |
| 2025年1月11日   | アニソンディスコ外伝                                                                   |
| 2025年3月8日    | アニソンディスコ外伝〜Road to THEアニクラ                                              |
| 2025年5月10日   | アニソンディスコ外伝〜まつりのあと                                                     |

### 放課後アニソンディスコ
中野雷神で開催
| 日付           | イベント名                       |
| -------------- | -------------------------------- |
| 2014年1月16日  | 放課後アニソンディスコ           |
| 2014年2月20日  | 放課後アニソンディスコ           |
| 2014年3月20日  | 放課後アニソンディスコ           |
| 2014年4月10日  | 放課後アニソンディスコ           |
| 2014年5月8日   | 放課後アニソンディスコ           |
| 2014年6月12日  | 放課後アニソンディスコ           |
| 2014年7月10日  | 放課後アニソンディスコ           |
| 2014年8月14日  | 放課後アニソンディスコ           |
| 2014年9月11日  | 放課後アニソンディスコ           |
| 2014年10月9日  | 放課後アニソンディスコ           |
| 2014年11月13日 | 放課後アニソンディスコ           |
| 2014年12月11日 | 放課後アニソンディスコ           |
| 2015年1月8日   | 放課後アニソンディスコ           |
| 2015年2月12日  | 放課後アニソンディスコ           |
| 2015年3月12日  | 放課後アニソンディスコ           |
| 2015年4月9日   | 放課後アニソンディスコ           |
| 2015年5月14日  | 放課後アニソンディスコ           |
| 2015年6月11日  | 放課後アニソンディスコ           |
| 2015年7月9日   | 放課後アニソンディスコ           |
| 2015年8月13日  | 放課後アニソンディスコ           |
| 2015年9月10日  | 放課後アニソンディスコ（最終回） |

### 夕焼けアニソンディスコ
渋谷 TOKYO354CLUBで開催
| 日付           | イベント名                                      |
| -------------- | ----------------------------------------------- |
| 2016年4月6日   | 夕焼けアニソンディスコ                          |
| 2016年5月18日  | 夕焼けアニソンディスコ                          |
| 2016年6月15日  | 夕焼けアニソンディスコ                          |
| 2016年7月      | 休み                                            |
| 2016年8月10日  | 夕焼けアニソンディスコ                          |
| 2016年9月      | 休み                                            |
| 2016年10月19日 | 夕焼けアニソンディスコ                          |
| 2016年11月16日 | 夕焼けアニソンディスコ                          |
| 2016年12月     | 休み                                            |
| 2017年1月18日  | 夕焼けアニソンディスコ                          |
| 2017年2月15日  | 夕焼けアニソンディスコ                          |
| 2017年3月15日  | 夕焼けアニソンディスコ                          |
| 2017年4月      | 休み                                            |
| 2017年5月17日  | 夕焼けアニソンディスコ 初夏のきのこ祭り         |
| 2017年6月21日  | 夕焼けアニソンディスコ〜石膏ガールがやってきた! |
| 2017年7月19日  | 夕焼けアニソンディスコ〜なながつのナナシス特盛☆ |
| 2017年8月      | 休み                                            |
| 2017年9月20日  | 夕焼けアニソンディスコ〜オーイシマサヨシ特盛!   |

2017年10月からアニソンディスコZに改名

### アニソンディスコZ
2017年10月より夕焼けアニソンディスコから改名
基本的に渋谷 TOKYO354CLUB（2018年4月からClub Malcolmにリニューアル）で開催
2022年3月からは基本的に渋谷WOMB LOUNGEで開催
| 日付           | イベント名                                     |
| -------------- | ---------------------------------------------- |
| 2017年10月18日 | アニソンディスコZ                              |
| 2017年11月15日 | アニソンディスコZ                              |
| 2017年12月20日 | アニソンディスコZ                              |
| 2018年1月17日  | アニソンディスコZ                              |
| 2018年2月21日  | アニソンディスコZ                              |
| 2018年3月21日  | アニソンディスコZ                              |
| 2018年4月      | 休み                                           |
| 2018年5月16日  | アニソンディスコZ                              |
| 2018年6月20日  | アニソンディスコZ                              |
| 2018年7月18日  | アニソンディスコZ                              |
| 2018年8月15日  | アニソンディスコZ                              |
| 2018年9月19日  | アニソンディスコZ                              |
| 2018年10月17日 | アニソンディスコZ                              |
| 2018年11月21日 | アニソンディスコZ                              |
| 2018年12月19日 | アニソンディスコZ                              |
| 2019年1月16日  | アニソンディスコZ                              |
| 2019年2月20日  | アニソンディスコZ                              |
| 2019年3月20日  | アニソンディスコZ                              |
| 2019年4月17日  | アニソンディスコZ                              |
| 2019年5月15日  | アニソンディスコZ                              |
| 2019年6月19日  | アニソンディスコZ                              |
| 2019年7月17日  | アニソンディスコZ                              |
| 2019年9月18日  | アニソンディスコZ                              |
| 2019年10月16日 | アニソンディスコZ                              |
| 2019年11月20日 | アニソンディスコZ                              |
| 2020年1月15日  | アニソンディスコZ                              |
| 2020年2月19日  | アニソンディスコZ                              |
| 2020年4月      | 休み                                           |
| 2020年5月      | 休み                                           |
| 2020年7月8日   | アニソンディスコZ ～慎重ディスコ               |
| 2020年8月12日  | アニソンディスコZ                              |
| 2020年9月9日   | アニソンディスコZ                              |
| 2020年10月14日 | アニソンディスコZ                              |
| 2020年11月11日 | アニソンディスコZ                              |
| 2020年12月9日  | アニソンディスコZ                              |
| 2021年7月14日  | アニソンディスコZ                              |
| 2022年3月22日  | アニソンディスコZ〜中年ジャンプ                |
| 2022年4月27日  | アニソンディスコZ〜おっきい友達100人できるかな |
| 2022年5月25日  | アニソンディスコZ〜オリジン                    |
| 2022年6月29日  | アニソンディスコZ〜BIG LOVE                    |
| 2022年7月27日  | アニソンディスコZ〜サマータイム連打!           |
| 2022年9月14日  | アニソンディスコZ                              |
| 2022年10月18日 | アニソンディスコZ                              |
| 2022年12月7日  | アニソンディスコ▽                              |
| 2023年1月18日  | アニソンディスコ▽                              |
| 2023年2月28日  | アニソンディスコZ 〜たたかえ！おんなのこ！     |
| 2023年3月29日  | アニソンディスコZ vs DJダイノジ                |
| 2023年4月19日  | アニソンディスコZ 〜春のいんたーん生祭り〜     |
| 2023年8月9日   | アニソンディスコZ〜"サマータイム誰んだ！？"    |
| 2023年10月18日 | アニソンディスコZ〜雑ハロウィン〜              |
| 2023年11月21日 | アニソンディスコZ〜顔のいいオトコたちの日      |
| 2023年12月20日 | アニソンディスコZ〜メリークリスマクロス        |
| 2024年1月24日  | アニソンディスコZ ～バカは地球を救う！〜       |
| 2024年2月21日  | アニソンディスコZ〜Valentine once more...〜    |
| 2024年3月27日  | アニソンディスコZ 〜たたかえ！おんなのこ！〜   |
| 2024年4月17日  | アニソンディスコZ 〜時代〜                     |
| 2024年5月22日  | アニソンディスコZ 〜みんなでハピネス〜         |
| 2024年6月26日  | アニソンディスコZ                              |
| 2024年8月21日  | アニソンディスコZ 〜ろっくふぇすっ！〜         |
| 2024年9月25日  | アニソンディスコZ                              |
| 2024年10月16日 | アニソンディスコZ                              |
| 2024年11月27日 | アニソンディスコZ                              |
| 2024年12月18日 | アニソンディスコZ                              |
| 2025年2月26日  | アニソンディスコZ〜絶対 負けない宣言！         |
| 2025年3月26日  | アニソンディスコZ 〜もうすぐ春ですね〜         |
| 2025年4月23日  | アニソンディスコZ 〜声出していこーぜ！         |
| 2025年5月21日  | アニソンディスコZ 〜 TOKUSATSU！               |

### 夜ノアニソンディスコ
渋谷 TOKYO354CLUBで開催
不定期開催
| 日付          | イベント名           |
| ------------- | -------------------- |
| 2017年4月28日 | 夜ノアニソンディスコ |
| 2017年6月16日 | 夜ノアニソンディスコ |

### アニソンディスコGT
渋谷 Club Malcolmで開催
2021年7月以降は開催されていなかったが、2024年6月5日に久々に開催。
| 日付           | イベント名                                                |
| -------------- | --------------------------------------------------------- |
| 2019年9月4日   | アニソンディスコGT                                        |
| 2019年10月2日  | アニソンディスコGT                                        |
| 2019年11月6日  | アニソンディスコGT                                        |
| 2019年12月4日  | アニソンディスコGT                                        |
| 2020年2月5日   | アニソンディスコGT                                        |
| 2020年3月4日   | アニソンディスコGT                                        |
| 2020年4月      | 休み                                                      |
| 2020年5月      | 休み                                                      |
| 2020年6月24日  | アニソンディスコGT〜ソーシャル大好き小池さん              |
| 2020年7月22日  | アニソンディスコGT                                        |
| 2020年9月23日  | アニソンディスコGT                                        |
| 2020年10月28日 | アニソンディスコGT                                        |
| 2020年11月25日 | アニソンディスコGT                                        |
| 2020年12月23日 | アニソンディスコGT 〜暮れの元気なラリアット!              |
| 2021年6月23日  | アニソンディスコGT                                        |
| 2024年6月5日   | アニソンディスコGT                                        |
| 2024年8月7日   | アニソンディスコGT                                        |
| 2024年9月11日  | アニソンディスコGT                                        |
| 2024年10月9日  | アニソンディスコGT                                        |
| 2024年12月11日 | アニソンディスコGT                                        |
| 2025年2月12日  | アニソンディスコGT 推しカレさまがやってくる               |
| 2025年3月12日  | アニソンディスコGT 〜アニソンオールディーズと共に永遠に。 |
| 2025年4月9日   | アニソンディスコGT 〜ぎーすたさんといっしょ               |
| 2025年5月7日   | アニソンディスコGT 〜THE バブリー                         |
| 2025年6月11日  | アニソンディスコGT 〜魔訶不思議あどべんちゃあ             |

### トークライブ
| 日付           | 会場                          | イベント名                                                                     |
| -------------- | ----------------------------- | ------------------------------------------------------------------------------ |
| 2010年8月11日  | 新宿LOFT                      | 踊る！アニソンナイト!! 決起集会トークライブ                                    |
| 2012年7月19日  | 阿佐ヶ谷ロフトA               | トークイベント『アニメの輪 第２話～冨樫先生ばりに休んですみません～』          |
| 2013年5月17日  | カラオケの鉄人 新宿歌舞伎町店 | トークショー「鮫島です。本社体育館Ｂ押さえました。」                           |
| 2013年7月5日   | カラオケの鉄人 新宿歌舞伎町店 | トークショー「鮫島です。○月○日ですが、みなさまスケジュールどうでしょうか？」   |
| 2013年9月20日  | カラオケの鉄人 新宿歌舞伎町店 | トークライブ「ヤムチャ芸人「バード238」新芸名御披露目会！」                    |
| 2013年11月30日 | 新宿LOFT                      | 打ち上げトークイベント～遥か先へ                                               |
| 2014年6月28日  | 笑や ～Cafe de Live～         | 打ち上げトークライブ「朝まで“生”デュアリズム！」                               |
| 2016年9月14日  | TOKYO354CLUB                  | みなさん、LINEは既読スルーで大丈夫ですんで。                                   |
| 2016年12月21日 | TOKYO354CLUB                  | 2016年アニソンディスコ大反省会!&総受くん改名披露記者会見!                      |
| 2017年4月19日  | TOKYO354CLUB                  | フリーザ山本生誕祭、それよりＷＯＭＢ決起集会」                                 |
| 2017年8月11日  | TOKYO354CLUB                  | アニソンディスコ 7周年記念～僕たち、アニソンが大好きです。打ち上げトークライブ |
| 2017年8月16日  | TOKYO354CLUB                  | BAN BAN BAN vs R藤本 判決の「F」                                               |
| 2018年3月21日  | TOKYO354CLUB                  | 僕たち総選挙したいんです!                                                      |
| 2019年8月21日  | 渋谷 club malcolm             | ぼくたちのかんがえたさいきょうのうちあげ                                       |
| 2020年11月27日 | 新宿 歌舞伎町sparkle          | アニソンディスコ 特別編「俺たちのおもしろライブ」                              |

### ゲスト出演
| 日付                | 会場                               | イベント名                                               |
| ------------------- | ---------------------------------- | -------------------------------------------------------- |
| 2012年４月13日      | 秋葉原UDX                          | Akiba Magazine Fes vol.1～2時間まるっとアニソン☆ナイツ～ |
| 2014年8月3日        | さいたまスーパーアリーナけやき広場 | EXIT TUNES ACADEMY FINAL SPECIAL 2014                    |
| 2014年10月12日      | 渋谷2.5D                           | シブポップ 二周年記念 アニソンディスコ in 2.5D           |
| 2014年12月14日      | SOUND MUSEUM VISION                | オトカルランド Round.01                                  |
| 2014年12月31日      | 東京・TOKYO DOME CITY HALL         | EXIT TUNES ACADEMY FINAL COUNTDOWN SPECIAL 2014-2015     |
| 2015年8月20日       | 日本武道館                         | EXIT TUNES ACADEMY 日本武道館 2015                       |
| 2016年5月1日        | 千葉中央公園                       | 絶あにSONIC2016                                          |
| 2016年9月4日        | LIQUIDROOM                         | リスアニ！ ナイト Vol.07 2nd Anniversary SPECIAL EDITION |
| 2016年10月10日      | ニッショーホール                   | ポニーキャニオン50周年イベント 後夜祭 - 夜の部           |
| 2016年11月19日      | サンリオピューロランド             | ニコつく2 in サンリオピューロランド                      |
| 2017年2月18日       | 新木場スタジオコースト             | ウタカツ!ミーティングvol.4「#THE パーリー」              |
| 2017年7月2日        | お台場 潮風公園                    | Re:animation10                                           |
| 2017年12月31日      | 横浜・八景島シーパラダイス         | ハッピーアイランドカウントダウン2018                     |
| 2018年7月14日       | 山梨県上野原 桂川新田地区近隣公園  | Re:animation 12 in Uenohara                              |
| 2018年10月20日      | サンリオピューロランド             | こすぷれふぇすた in サンリオピューロランド               |
| 2018年12月31日      | 横浜・八景島シーパラダイス         | ハッピーアイランドカウントダウン2019                     |
| 2019年1月12日       | 新木場STUDIO COAST                 | Re:animation 13 -新木場ageHa-                            |
| 2024年1月20日、21日 | 上野恩賜公園 噴水前広場            | おでん&地酒フェス2024                                    |
| 2024年3月23日       | 渋谷STUDIO FREEDOM                 | 不思議BOYS NEVERENDING FINE SHOW ENCORE                  |